# Olympische Sommerspiele 1980/Teilnehmer (Ecuador)
| Gelbes Symbol für Goldmedaillen mit stilisierten Olympischen Ringen | Graues Symbol für Silbermedaillen mit stilisierten Olympischen Ringen | Braundes Symbol für Bronzemedaillen mit stilisierten Olympischen Ringen |
| ------------------------------------------------------------------- | --------------------------------------------------------------------- | ----------------------------------------------------------------------- |
| —                                                                   | —                                                                     | —                                                                       |

Ecuador nahm an den Olympischen Sommerspielen 1980 in Moskau mit einer Delegation von zwölf Athleten (elf Männer und eine Frau) an 13 Wettkämpfen in fünf Sportarten teil.
Ein Medaillengewinn gelang keinem der Athleten. Fahnenträger bei der Eröffnungsfeier war die Leichtathletin Nancy Vallecilla.

## Teilnehmer nach Sportarten

### Boxen
- Lincoln Salcedo
Halbfliegengewicht: in der 1. Runde ausgeschieden

- Jorge Monard
Bantamgewicht: in der 1. Runde ausgeschieden

- Luis Castillo
Schwergewicht: in der 1. Runde ausgeschieden

### Judo
- Jimmy Arévalo
Halbleichtgewicht: in der 1. Runde ausgeschieden

- Milton Estrella
Mittelgewicht: im Achtelfinale ausgeschieden

### Leichtathletik
Frauen
- Nancy Vallecilla
Fünfkampf: Wettkampf nicht beendet

### Radsport
- Esteban Espinosa
Bahn 1000 m Zeitfahren: 16. Platz
Bahn 4000 m Mannschaftsverfolgung: 13. Platz

- Jhon Jarrín
Bahn 4000 m Einerverfolgung: 14. Platz
Bahn 4000 m Mannschaftsverfolgung: 13. Platz

- Edwin Mena
Bahn 4000 m Mannschaftsverfolgung: 13. Platz

- Juan Palacios
Bahn 4000 m Mannschaftsverfolgung: 13. Platz

### Schwimmen
Männer
- Diego Quiroga
400 m Freistil: im Vorlauf ausgeschieden
1500 m Freistil: im Vorlauf ausgeschieden

- Enrique Ledesma
100 m Schmetterling: im Vorlauf ausgeschieden
200 m Schmetterling: im Vorlauf ausgeschieden